# Ermita de Sant Elm
Sant Elm és una antiga ermita a la ciutat de Sant Feliu de Guíxols construïda damunt una fortificació.
És una petita capella de planta rectangular amb teulada a dos vessants. Destaca exteriorment la façana i uns contraforts, a la paret esquerra, de considerable volum. És una construcció feta en pedra combinat la pedra regular dels murs amb les escairades que reforcen els angles de les cantonades i les pedres polides que emmarquen les obertures, tant finestres com la porta. La façana de gran senzillesa té una porta central amb alguns esglaons, presidida per dues finestres i un escut de Sant Feliu de Guíxols amb data del 1724, a la part superior té una petita obertura circular. A més disposa d'una estança rectangular amb parets poligonals arrodonides, de sostre més baix, a la part dreta de la façana, que és una ampliació de la nau, així com un passadís lateral.

## Història
La fortificació fou construïda l'any 1203. La capella original es va construir el 1452 i està dedicada a Sant Elm (en llatí Erasmus). El 1696, l'exèrcit francès va destruir l'ermita i les fortificacions. La capella actual data del 1723 quan fou dedicada també a nostra senyora del Bon Viatge. Després de la guerra civil, el 1943 es fa una primera restauració. L'aspecte actual data de la restauració del 1993.
Segons una llegenda controvertida, la vista impressionant de la costa des d'aquest promontori hauria inspirat l'escriptor Ferran Agulló i Vidal a batejar la costa gironina costa brava. L'ajuntament de Sant Feliu va erigir-hi una pedra commemorativa.